# 緊急事態

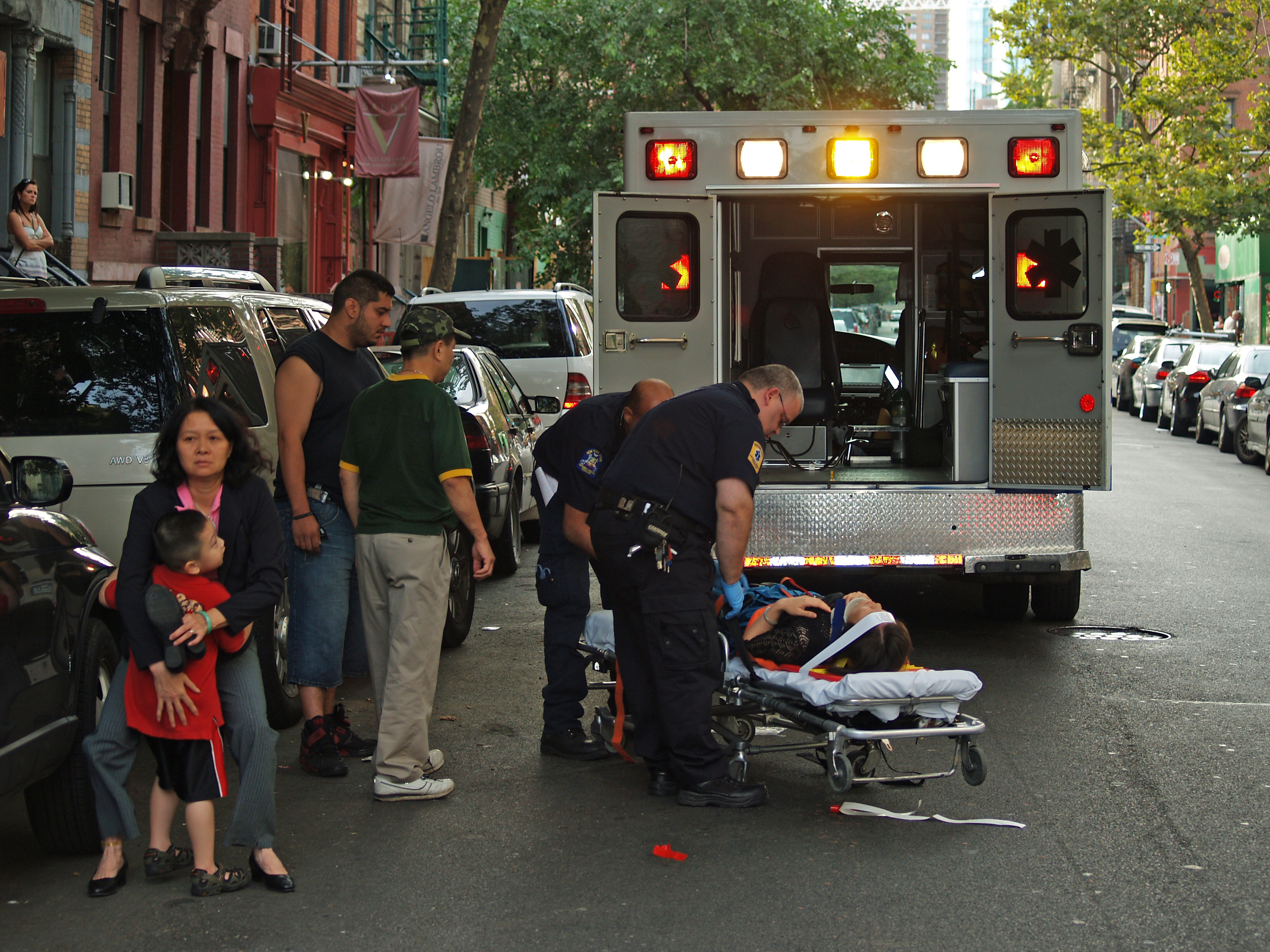
生命と健康に対する危険は重大であり、緊急事態に対応する体系が極めて重要だとみなされる所以である。（写真：2008年、米国ニューヨークのイーストビレッジ7番街で救急搬送される女性）

緊急事態あるいは非常事態（きんきゅうじたい・ひじょうじたい、英: Emergency）とは、一般に、健康や生命および財産あるいは環境に危険が差し迫っている緊急の状態のこと。
『日本国語大辞典』では、緊急事態を次のように定義している。
| 「 | （1）重大で、対策を至急に必要とする事態。（2）治安上急迫した危険が存在する状態。現在の日本において、内閣総理大臣は、大規模な災害、騒乱などに際しては治安維持のため緊急事態の布告を発し、一時的に警察を統制することができ、また、一般の警察力では治安を維持できないと認められる事態に際しては自衛隊に治安出動を命ずることができることになっている。 ＊警察法〔1954〕七二条『内閣総理大臣は、前条に規定する緊急事態の布告が発せられたときは』とされていて、法的に特別な意味を持つ場合がある。 | 」 |
|    | |    |

## 国際機関における「緊急事態」
- 国際的に懸念される公衆衛生上の緊急事態 - 世界保健機関（WHO）による概念。2005年の国際保健規則改訂により適用される場合が改正された[2]。
- 静かな緊急事態 - 世界保健機関（WHO）や国際連合児童基金（UNICEF）などによって報告書等で用いられる概念[3]。

## 日本法に規定される各種「緊急事態」
- 警察法に基づく「緊急事態」
- 災害対策基本法に基づく「災害緊急事態」
- 原子力災害対策特別措置法に基づく「原子力緊急事態」
- 新型インフルエンザ等対策特別措置法に基づく「新型インフルエンザ等緊急事態」
  - 定義

「新型インフルエンザ等（国民の生命及び健康に著しく重大な被害を与えるおそれがあるものとして政令で定める要件に該当するものに限る。以下この章において同じ。）が国内で発生し、その全国的かつ急速なまん延により国民生活及び国民経済に甚大な影響を及ぼし、又はそのおそれがあるものとして政令で定める要件に該当する事態」（新型インフルエンザ等対策特別措置法32条1項）
  - 特措法と緊急事態宣言

2020年に新型コロナウイルス（COVID-19）の流行に伴いこの改正特別措置法が成立し[4]、同年4月7日に同法を根拠法とする緊急事態宣言が発令された[5][6]。
- 国家安全保障会議設置法に基づく「重大緊急事態」
  - 定義

武力攻撃事態等、存立危機事態、重要影響事態、国際平和共同対処事態、その他の自衛隊法第六章「自衛隊の行動」に規定する事態、その他の国防に関する重要な事態など以外の日本の安全に重大な影響を及ぼす虞がある緊急事態の内、通常の緊急事態対処体制では、適切に対処することが困難な緊急事態のこと。
  - 国家安全保障会議の「緊急事態大臣会合」

2013年（平成25年）に国家安全保障会議が設置されて以降、（「四大臣会合」や「九大臣会合」が開催されても）6年強に渡って開催されていなかったが、2019年末ないし2020年初に日本でも始まった新型コロナウイルス（COVID-19）の流行に伴い、2020年1月31日に初開催されて以降、平均して週1回ペース（3月10日現在）で開催されており[7]、特に既に同ウイルスが流行している特定の外国・地域から日本への外国人の入国規制の強化に際しては、その影響が日本国内にとどまらず、外交上の影響も大きいこと等から、「緊急事態大臣会合」を開催した上で決定されている[8][9][10][11][12][13]。
- 武力攻撃事態等及び存立危機事態法・国民保護法に基づく「緊急対処事態その他の緊急事態」
  - 緊急対処事態

「緊急対処事態」とは、武力攻撃に準じた大規模なテロなど（例：原子力発電施設の破壊、大規模集客施設やターミナル駅などの爆破、炭疽菌などを用いた生物テロ、航空機による自爆テロなど）、国家として緊急に対処することが必要な、武力攻撃の手段に準ずる手段を用いて多数の人を殺傷する行為が発生した事態、又は、当該行為が発生する明白な危険が切迫していると認められるに至った事態のこと[注釈 1][14][15][16][17][18]。
- 公文書等の管理に関する法律（公文書管理法）実施のために定められている「公文書管理のガイドライン」に基づく「歴史的緊急事態」